# Marc Cabedo
Cabedo  Hernández est un nom espagnol. Le premier nom de famille, en général paternel, est Cabedo ; le second, en général maternel, souvent omis, est Hernández.
Marc Cabedo Hernández, né le 28 janvier 2002 à Vila-real, est un coureur cycliste espagnol.

## Biographie
Marc Cabedo commence le cyclisme dès l'âge de cinq ans dans un club de Vila-real, sur ses terres natales. Dans les catégories de jeunes, il devient notamment champion de la Communauté valencienne de cyclo-cross en 2013, devant Juan Ayuso. Quatre ans plus tard, il remporte ce même titre chez les cadets. Il s'impose également sur la version cadet du Tour du Portugal en 2018.
En 2023, il rejoint une équipe navarraise basée à Pampelune. Grimpeur, il obtient une victoire et divers accessits sur le circuit basque. Il termine également troisième d'une manche de la Coupe d'Espagne amateurs, ou encore dixième du championnat d'Espagne espoirs. Grâce à ses performances, il connait sa première sélection en équipe nationale pour participer à la Course de la Paix espoirs. 
Pour la saison 2024, il intègre le Club Ciclista Padronés Cortizo, réserve de la formation Burgos-BH. Sous ses nouvelles couleurs, il gagne une nouvelle course à Biar. Il finit par ailleurs troisième de la Prueba Loinaz, quatrième du Tour de Zamora, mais aussi sixième du Tour de Navarre et du Tour de Castellón. À partir du mois d'août, il devient stagiaire chez Burgos BH. Il n'est toutefois pas recruté par les dirigeants de cette structure. Marc Cabedo parvient néanmoins à signer un contrat professionnel avec l'équipe continentale JCL Ukyo, qui évolue sous licence japonaise. Il doit normalement en intégrer l'effectif à partir de 2025.

## Palmarès et résultats

### Palmarès par année
- 2018
  - Tour du Portugal cadets :
    - Classement général
    - 2e étape
- 2023
  - Mémorial Sabin Foruria
  - 2e de la Clásica de Pascua
- 2024
  - 2e épreuve du Challenge Alicante Interior
  - 2e du Challenge Alicante Interior
  - 3e de la Prueba Loinaz

### Classements mondiaux
| Année           | 2023   |
| --------------- | ------ |
| UCI Europe Tour | 1 795e |